# Massimiliano Menetti
Massimiliano Menetti, detto Max (Palmanova, 27 gennaio 1973), è un allenatore di pallacanestro italiano.

## Carriera
Dopo una prima esperienza come vice-allenatore della Pallacanestro Reggiana, nel 1999 diviene allenatore della Juvenilia Reggio Emilia con la quale nel 2003 ottiene la promozione in Serie A1. Al termine della stagione torna  alla Reggiana come vice-allenatore. Resta in bianco-rosso fino al 2009 (nel 2006-2007 come allenatore), per poi trasferirsi alla Sutor Montegranaro come vice. L'anno seguente torna a Reggio Emilia, occupando dal 2011 il ruolo di allenatore. Conclude la prima stagione con la promozione in massima serie.
Il 17 maggio 2018, dopo otto stagioni consecutive, Menetti lascia la panchina della Reggiana. Dal 7 giugno 2018 è allenatore del Treviso Basket; ricoprirà questo ruolo fino al 4 aprile 2022 quando la società comunicherà il suo esonero. Con Treviso conquisterà il primo trofeo societario, la Coppa Italia di Serie A2 nel 2019, la successiva prima promozione nella massima serie, il primo approdo ai playoff e in una competizione europea. Complessivamente vincerà il 53% delle 153 partite giocate nell'arco di 4 stagioni. I seguenti sono i record suddivisi per competizione: Regular Season 55-47, Playoff 12-6, Coppe Europee 9-8, altre competizioni nazionali 10-6.
Nell'estate 2022 ritorna sulla panchina della Pallacanestro Reggiana.  Il 5 dicembre seguente, con la squadra ultima in classifica a 4 punti in coabitazione con Verona e Treviso, viene esonerato.
Nel settembre 2023 diventa head coach dello Hapoel Eilat B.C., che lascia nel gennaio del 2024; dal 22 gennaio 2024 fa parte dello staff tecnico di Andrea Trinchieri allo Zalgiris Kaunas.

## Palmarès

### Club
- EuroChallenge: 1
Pallacanestro Reggiana: 2013-14
- Supercoppa italiana: 1
Pallacanestro Reggiana: 2015
- Legadue: 1
Pall. Reggiana: 2011-12
- Coppa Italia LNP: 1
Treviso basket: 2019

### Individuale
- Miglior allenatore del Campionato di Legadue: 1
Pall. Reggiana: 2011-12
- Premio Reverberi: 1
Miglior allenatore 2013-2014[8]